# 格伦·沃夫
格伦·沃夫（英語：Glenn Warfe，1984年1月19日—），澳洲男子羽毛球運動員，擅長雙打項目。

## 簡歷
格伦·沃夫6歲時開始接觸羽毛球運動，起初跟隨父親在當地的一間俱樂部打球；至12歲時初次參加比賽。
2008年，格伦·沃夫夥拍罗斯·史密斯代表澳洲出戰北京奥运会羽毛球男子雙打比賽，在首圈就以0比2（13-21、16-21）負於波蘭的對手出局。

## 主要比賽成績
只列出曾進入準決賽的國際賽事成績：
| 年份   | 賽事                     | 公開賽級別 | 項目     | 拍檔              | 成績   |
| ------ | ------------------------ | ---------- | -------- | ----------------- | ------ |
| 2009年 | 奧克蘭羽毛球國際賽       | 國際系列賽 | 混合雙打 | 雷努加·韦兰       | 冠軍   |
| 2009年 | 維多利亞羽毛球未來系列賽 | 未來系列賽 | 男子雙打 | Benjamin Walklate | 冠軍   |
| 2011年 | 巴西羽毛球國際賽         | 國際挑戰賽 | 混合雙打 | 周玉蓮            | 亞軍   |
| 2012年 | 大溪地羽毛球國際挑戰賽   | 國際挑戰賽 | 男子雙打 | 罗斯·史密斯       | 亞軍   |
| 2012年 | 大溪地羽毛球國際挑戰賽   | 國際挑戰賽 | 混合雙打 | 周玉蓮            | 準決賽 |
| 2014年 | 大洋洲羽毛球錦標賽       | 其他       | 混合團體 | －                | 冠軍   |
| 2014年 | 大洋洲羽毛球錦標賽       | 其他       | 男子雙打 | 譚家豪            | 冠軍   |

| 2007-2017年 | 首要超級賽 | 超級賽 | 黃金大獎賽 | 大獎賽 | 國際挑戰賽 | 國際系列賽 | 未來系列賽 | 其他 |

| 2018-2026年 | 總決賽 | 超級1000賽 | 超級750賽 | 超級500賽 | 超級300賽 | 超級100賽 | 國際挑戰賽 | 國際系列賽 | 未來系列賽 | 其他 |

### 奧運會和世錦賽參賽紀錄
|          | 搭檔        | 2006 | 2007 | 2008 | 2009 | 2010 | 2011 | 2012       | 2013 | 2014 |
| -------- | ----------- | ---- | ---- | ---- | ---- | ---- | ---- | ---------- | ---- | ---- |
| 男子雙打 | 罗斯·史密斯 | 32強 | 32強 | 16強 | －   | －   | 32強 | 小組第四名 | －   | －   |
| 男子雙打 | 譚家豪      | －   | －   | －   | －   | －   | －   | －         | －   | 32強 |